# Philipp Jacob de Bary
Philipp Jacob de Bary (* 24. März 1801 in Frankfurt am Main; † 19. März 1858 ebenda) war ein Kaufmann und Politiker der Freien Stadt Frankfurt.

## Leben
De Bary lebte als Kaufmann in Frankfurt am Main. Dort war er Teilhaber der Firma Johann Mertens. Von 1854 bis 1858 war er Mitglied der Frankfurter Handelskammer.
Er gehörte von 1854 bis 1857 dem Gesetzgebenden Körper der Freien Stadt Frankfurt an. 